# Укбаев, Хисемидулла Ысхакович
Хисемидулла Ысхакович Укбаев (каз. Хисметолла Ысқақұлы Үкібаев; род. 21 декабря 1937, Красноярский район, Астраханская область) — советский и казахский выдающийся учёный сельскохозяйственной отрасли и организатор цветного каракулевого хозяйства. доктор сельскохозяйственных наук (1990), профессор (1992), академик НАН РК (1995).
Лауреат двух Государственных премий Казахстана в области науки и техники (1991, 2005). Лауреат Государственной премии СССР в области науки и техники (1982).

## Биография
Родился в 1937 году в селе Байбек Красноярского района Астраханской области.
В 1958 году окончил Саратовский зооветеринарный институт по специальности учёный-зоотехник.
В 1971 году окончил аспирантуру Всесоюзного научно-исследовательского института животноводства в Москве, в 1973 году аспирантуру Всесоюзной академии сельскохозяйственных наук им. Ленина (ВАСХНИЛ).
В 1971 году защитил учёное звание кандидата сельскохозяйственных наук, тема диссертации: «Решение методики получения гибридных каракулей».
В 1990 году защитил учёное звание доктора сельскохозяйственных наук, тема диссертации: «Теория и практика создания цветного
каракулеводства в новых регионах».
С 1964 по 1968 годы — главной зоотехник совхоза Полынный Калмыцкой АССР.
С 1971 по 1973 годы — зав. лабораторией каракулеводства Калмыцкого НИИ мясного скотоводства.
С 1973 по 1979 годы — зав. Гурьевским отделением КазНИИ каракулеводства.
С 1979 по 1994 годы — Работал директором Казахского НИИ каракулеводства и Генеральный директор научно-производственного объединения «Каракуль».
С 1980 по 1994 годы — Депутат Южно-Казахстанского областного Совета.
С 1994 по 1998 годы — зам. председателя Южно-Казахстанского обл. научно-производственного центра АПК.
С 1998 года — директор крестьянского хозяйства «Укибай» Западно-Казахстанской области.
С 1986 года — Президент международной Ассоциации каракулеводов.

## Научные, литературные труды
Основные направления научных исследований: разработаны методики исследований и практические приёмы по созданию новых окрасок, расцветок заводских и внутрипородных типов каракульской породы. В результате созданы: «Гурьевский» заводской тип серых каракульских овец голубой расцветки" (1980); в совхозе «Кызылту» Атырауской области — новый казахский внутрипородный тип каракульских овец окраски сур (1974—1991); уникальная новая Атырауская порода курдючных овец смушково-мясо-сальной продуктивности, не имеющая аналога в мировой практике (1974—1998).
В настоящее время совершенствует и создаёт породу овец бирюзового и серого окраса.
Автор 190 научных работ, 20 авторских свидетельств, 4 патентов.

## Награды и звания
- 1982 — Государственная премия СССР в области науки и техники за создание и внедрение в производство новых типов овец каракульской породы серой, розовой и белой окраски, бухарского и сурхандарьинского сура.
- 1991 — Государственная премия Республики Казахстан в области науки и техники за глубокие исследования в улучшении условий Каракульской овцы, выращиваемой в пустынной и пустынной зоне.
- 2005 — Государственная премия Республики Казахстан в области науки и техники за работу Казахский тип каракульской породы и атырауская порода курдючных овец смушково-мясо-сальной продуктивности: методы выведения, современное состояние и перспективы развития.[4][5]
- Награждён орденом Дружбы народов (СССР 1983 года)
- Медаль «За освоение целинных земель»
- Медаль «Ветеран труда»
- Большой Золотой медалью ВДНХ СССР (1991 года)
- Почётная грамота Президиума Верховного Совета Калмыцкой АССР (1966 года)
- Почётная грамота Президиума Верховного Совета Казахской ССР (1987 года)